# Aluchromie
Aluchromie bezeichnet eine Maltechnik, bei der mit Farben auf anodisiertem Aluminium gemalt, gezeichnet oder sonst wie künstlerisch gearbeitet wird. Auch Reliefs oder Vollplastiken sind durch entsprechende Gestaltung der Aluminiumtafeln, -bleche oder -gussstücke möglich.

## Verfahren
Durch das Eloxal-Verfahren entsteht auf Aluminiumoberflächen eine Oxidschicht, die mikroporös ist und deshalb Farben durch ihre Kapillarität ansaugt. Die Saugfähigkeit von Malgründen war in der Malerei immer schon ein wichtiger Grund, etwa Holztafeln mit einem Kreideleimgrund zu grundieren. Dadurch haftet die Farbe besser auf dem Malträger. Das Reflexionsvermögen des hellen Grundes lässt bei lasierendem oder halblasierendem Farbauftrag die Farben zudem leuchten. Bei der Aluchromie wird dieser Malgrund industriell auf dem Malträger hergestellt. Direkt nach Anodisierung des Aluminiums kann Farbe mit wässrigem oder nicht-wässrigem Bindemittel aufgebracht werden. Die Saugfähigkeit der Oxidschicht nimmt schon nach einigen Stunden ab, so dass rasches Arbeiten vorteilhaft ist. Dabei ist es möglich, den metallischen Glanz des Trägermaterials in die Gestaltung einzubeziehen. Zusätzlich kann die Oxidschicht selbst während des Anodisiervorgangs durch Einbringen von Pigmenten gefärbt werden. Nach der künstlerischen Bearbeitung kann die Aluchromie dann durch ein Tauchbad in heißem Wasser oder Dampf verdichtet sowie mit einem Lacküberzug geschützt werden. Dadurch eignen sich Aluchromien besonders gut für dauerhafte Wandgestaltungen. Allerdings sind Kunstschaffende, die auf anodisiertem Aluminium arbeiten wollen, auf die Zusammenarbeit mit einem aluminiumverarbeitenden Betrieb angewiesen. Zwar ist Aluminium selbst ein kostengünstiger Werkstoff, dennoch ist die Eloxierung eines einzelnen Werkstücks kostenintensiv.

## Kunstgeschichte
Bereits seit mehreren Jahrhunderten wurden Metallbleche mit geeigneter Grundierung versehen als Malträger genutzt. So malte Adam Elsheimer etwa bevorzugt auf Kupferblechen und Vasari überliefert das Sebastiano del Piombo auf Kupfer, Silber oder Blei gemalt habe. Wenn auch selten wurden auch Bronzeplastiken bemalt. Seit den 1880er Jahren ist Aluminium durch neue Techniken der Gewinnung und Verarbeitung ein kostengünstiger, leichter und haltbarer Werkstoff. Aus ihm wurden schon früh auch Dinge der angewandten Kunst, des täglichen Gebrauchs und Architekturelemente hergestellt. Aluminium ist als technisches Material mit Moderne und Industrialisierung so sehr verbunden, dass dessen Verwendung einen besonderen ikonografischen Symbolwert besitzt und für Fortschrittlichkeit und der Verbindung von Leben, Technik und moderner Welt steht. Diese Konnotation mit Technik, Fortschritt und Moderne wird durch die Anodisierung als Grundierungsverfahren der Aluchromie noch verstärkt. Da Aluminium ein günstiger und für ein Metall sehr leichter Werkstoff ist, hat es zudem etwa gegenüber der edlen Bronze den Status eines „armen“ Materials. Dabei ist Aluminium sehr hell und silberfarbig. Es ist kein in der Kunst klassisch verwendetes Material, sondern ein neuer Werkstoff. Das kann für moderne Kunstschaffende attraktiv sein.
Der Begriff Aluchromie wurde 1961 von dem belgischen Künstler Raf Cleeremans und  Raoul van Loo geprägt. Kurt Wehlte erwähnt in seinem 1967 erstmals erschienenen Handbuch „Werkstoffe und Techniken der Malerei“ die Technik, ohne den Begriff „Aluchromie“ zu verwenden. 1961 entstand in ihrem Umfeld auch die Künstlergruppe der Aluchromisten. Die Färbbarkeit des Materials war jedoch grundsätzlich schon vor 1961 bekannt. Deshalb ist nicht auszuschließen, dass das künstlerische Arbeiten auf anodisiertem Aluminium schon vor 1961 von anderen Kunstschaffenden angewendet wurde.
Die Blütezeit der Aluchromie liegt in den 1960er Jahren und in ihrer Anwendung durch die Künstlergruppe der Aluchromisten. Danach wurde sie nur noch selten angewendet und fristet eher ein Nischendasein. Wehlte vermutet, dass „es nicht zu einer breiteren Anwendung jenes hochwertigen Materials“ kam, weil die Anodisierung von „Aluminiumplatten [...] verhältnismäßig teuer, und obendrein die Oberflächen ziemlich empfindlich“ seien. Das schließt jedoch nicht aus, dass die Aluchromie für malende oder plastisch arbeitende Kunstschaffende trotz des erheblichen Aufwandes eine interessante Technik farbigen Arbeitens sein kann.